# Almirante Tamandaré do Sul
Almirante Tamandaré do Sul è un comune del Brasile nello Stato del Rio Grande do Sul, parte della mesoregione del Noroeste Rio-Grandense e della microregione di Carazinho.